# デス・オン・トゥー・レッグス
「デス・オン・トゥー・レッグス」（英語: Death on Two Legs (Dedicated to...)）は、イギリスのロックバンド、クイーンの楽曲。作詞作曲はフレディ・マーキュリー。1975年に発売された4作目のオリジナル・アルバム『オペラ座の夜』にオープニング・トラックとして収録された。

## 概要
マーキュリーが演奏するピアノがフェード・インし、ブライアン・メイによるドラゴンの咆哮を彷彿させるギターのフレーズから始まるハードロック調の楽曲。ベーシストのジョン・ディーコンは、通常のエレクトリックベースの他にコントラバスを演奏している。ヘヴィ・メタル・タンゴといわれている。
ワーキング・タイトルは「Psycho Legs」。マーキュリーはヒッチコックの映画「サイコ」のテーマを想定していたためこの仮タイトルとなった。邦題は「デス・オン・トゥー・レッグス」のみだが、原題には「Dedicated to...（...に捧ぐ）」という副題が付いている。タイトルの「Death on Two Legs」は、「二本足で立つ死神（＝生きている死神）」という意で、歌詞はクイーンの最初期のマネージャーでトライデント・スタジオのオーナーであったノーマン・シェフィールドに向けたものとされている。クイーンは、1974年11月に発売されたアルバム『シアー・ハート・アタック』でヒットしたものの、ヒット前と変動のない給与面において不満を持ち、当時のマネジメント会社と対立。その結果として書かれたのが本作である。しかしながらシェフィールド側から法的措置をほのめかされたことにより、メンバーは曲の内容について明言することはなかった。歌詞やタイトルにおいて、直接的に名前は登場していないものの、シェフィールドは歌詞の対象が自身であり、名誉を棄損したものとし、バンド及びレコード会社を提訴したが、後に示談が成立している。2013年、シェフィールドは回顧録を出版。タイトルは『Life on Two Legs』だった。
曲は、ラウンドハウス、オリンピック、スコーピオ、ランズダウンの各スタジオにてセッションされサーム・イースト・スタジオで録音された。「ボヘミアン・ラプソディ」と同様、ギターのフレーズを最初にフレディがピアノで演奏し、ブライアンに指示するという手法が用いられた。
後にフレディは、「自分が書いた中で最も悪意に満ちた曲で、他のメンバーも歌詞にショックを受けていた。」と語っている。1976年の来日時のインタビューにおいても、フレディはこの曲を「少々不道徳な歌」と語っている。

## ライブ演奏
「デス・オン・トゥー・レッグス」は、A Day At The Races Tourからセットリストに追加され、1977年6月6日のアールズ・コートでの演奏は映像が撮影されたのをはじめ、1977年後半から1981年にかけてメドレーに入っていたが、1981年9月からのグラットンズ・フォー・パニッシュメントと題されたツアーからは演奏されなくなった。また、ライブ音源が収録されているのは、正式リリースでは『ライヴ・キラーズ』のみである。
『ライヴ・キラーズ』バージョンでは、イントロの前のフレディによるMCに3回のピー音が入っている。この部分は「“This is about a dirty nasty man, we call him motherf--ker. Do you know what motherf--ker means? I’m sure you have a word for it. We call him… We also call him Death on Two Legs!”」と発言したものが消されたものとされている。

## Queen's First EP
1977年に4曲入りEP『Queen's First EP』が発売され、本作はA面2曲目に収録された。
| #         | タイトル                                                              | 作詞・作曲             | 時間 |
| --------- | --------------------------------------------------------------------- | ---------------------- | ---- |
| 1.        | 「懐かしのラヴァー・ボーイ」(Good Old Fashioned Lover Boy)            | フレディ・マーキュリー | 2:54 |
| 2.        | 「デス・オン・トゥー・レッグス」(Death On Two Legs (Dedicated To...)) | フレディ・マーキュリー | 3:42 |
| 合計時間: | 合計時間:                                                             | 合計時間:              | 6:36 |

| #         | タイトル                                          | 作詞・作曲         | 時間 |
| --------- | ------------------------------------------------- | ------------------ | ---- |
| 1.        | 「テニメント・ファンスター」(Tenement Funster)    | ロジャー・テイラー | 2:53 |
| 2.        | 「ホワイト・クイーン」(White Queen (As It Began)) | ブライアン・メイ   | 4:35 |
| 合計時間: | 合計時間:                                         | 合計時間:          | 7:28 |

## Queen：The eYe
1998年にリリースされたビデオゲーム『Queen:The eYe』に、この曲のイントロとインストゥルメンタル・バージョンが収録されている。

## パーソネル
- フレディ・マーキュリー - リード・ボーカル、バッキング・ボーカル、ピアノ
- ブライアン・メイ - エレクトリック・ギター、バッキング・ボーカル
- ロジャー・テイラー - ドラムス、バッキング・ボーカル
- ジョン・ディーコン - ベース、コントラバス[3][信頼性要検証]

## カバー
- ヒーゼン - 『Recovered (EP Edition)』（2004年）に収録[16]
- ルーニー - 『Killer Queen: A Tribute to Queen』（2005年）に収録。[17]
- ドリーム・シアター - 『Official Bootleg - Uncovered 2003-2005』（2009年）に収録。レコーディングは2004年に行われた[18]。
- 三柴理 - フレディのトリビュート・アルバム『ラヴ・オブ・マイ・ライフ』（2011年）に収録。[19]。